# Darsa
Darsa (arab. درسة) – niezamieszkana wyspa w archipelagu Sokotra, na Oceanie Indyjskim, terytorialnie należąca do muhafazy Hadramaut w Jemenie.
Wyspa leży na Morzu Arabskim. Darsa razem z sąsiadującą zamieszkaną Samhą nazywane są Braćmi (Al Akhawain, arab. الإخوان). Cały archipelag został w 2008 roku wpisany na listę światowego dziedzictwa UNESCO.